# Saint-Alpinien
Saint-Alpinien est une commune française située dans le département de la Creuse, en région Nouvelle-Aquitaine.

## Géographie

### Généralités
Dans le quart sud-est du département de la Creuse, la commune de Saint-Alpinien s'étend sur 15,21 km2. Elle est incluse dans l'aire urbaine d'Aubusson.
L'altitude minimale 536 mètres se trouve localisée à l'extrême ouest, près du lieu-dit la Feuillie, là où un petit ruisseau affluent de la Creuse quitte la commune et entre dans celle d'Aubusson. L'altitude maximale avec 674 mètres est située au sud-est, près du lieu-dit le Bacaud.
Traversé par la route départementale 40, le bourg de Saint-Alpinien est situé, en distances orthodromiques, cinq kilomètres au nord-est d'Aubusson.
Le territoire communal est également desservi par les RD 19, 941, 941A et 988.
Le sentier de grande randonnée GR 46 traverse brièvement le sud-est du territoire communal sur environ deux kilomètres, passant au lieu-dit chez Sandillon.

### Communes limitrophes
Le territoire de la commune de Saint-Alpinien présente la particularité d'être scindé en deux : une partie principale autour du bourg et une exclave concernant le village de Montignat.
Celle-ci est enclavée entre trois communes (Bellegarde-en-Marche, La Chaussade et Saint-Silvain-Bellegarde), alors que la partie principale est limitrophe de six communes.
| Saint-Amand | La Chaussade          |                          |
|             | Saint-Alpinien        | Saint-Silvain-Bellegarde |
| Aubusson    | Saint-Pardoux-le-Neuf | Néoux                    |

### Climat
Pour des articles plus généraux, voir Climat de la Nouvelle-Aquitaine et Climat de la Creuse.
Historiquement, la commune est exposée à un climat montagnard.  
En 2020, Météo-France publie une typologie des climats de la France métropolitaine dans laquelle la commune est exposée à un climat de montagne et est dans la région climatique  Ouest et nord-ouest du Massif Central, caractérisée par une pluviométrie annuelle de 900 à 1 500 mm, maximale en automne et en hiver.
Pour la période 1971-2000, la température annuelle moyenne est de 9,7 °C, avec  une amplitude thermique annuelle de 14,8 °C. Le cumul annuel moyen de précipitations est de 1 058 mm, avec 12,8 jours de précipitations en janvier et 8,1 jours en juillet. Pour la période 1991-2020, la température moyenne annuelle observée sur la station météorologique la plus proche, située sur la commune d'Aubusson à 6 km à vol d'oiseau, est de 10,1 °C et le cumul annuel moyen de précipitations est de 939,1 mm,. Pour l'avenir, les paramètres climatiques de la commune estimés pour 2050 selon différents scénarios d’émission de gaz à effet de serre sont consultables sur un site dédié publié par Météo-France en novembre 2022.

## Urbanisme

### Typologie
Au 1er janvier 2024, Saint-Alpinien est catégorisée commune rurale à habitat très dispersé, selon la nouvelle grille communale de densité à 7 niveaux définie par l'Insee en 2022.
Elle est située hors unité urbaine. Par ailleurs la commune fait partie de l'aire d'attraction d'Aubusson, dont elle est une commune de la couronne,. Cette aire, qui regroupe 34 communes, est catégorisée dans les aires de moins de 50 000 habitants,.

### Occupation des sols
L'occupation des sols de la commune, telle qu'elle ressort de la base de données européenne d’occupation biophysique des sols Corine Land Cover (CLC), est marquée par l'importance des territoires agricoles (74,1 % en 2018), une proportion identique à celle de 1990 (74,1 %). La répartition détaillée en 2018 est la suivante : 
prairies (68,6 %), forêts (21,4 %), zones agricoles hétérogènes (5,5 %), milieux à végétation arbustive et/ou herbacée (4,5 %). L'évolution de l’occupation des sols de la commune et de ses infrastructures peut être observée sur les différentes représentations cartographiques du territoire : la carte de Cassini (XVIIIe siècle), la carte d'état-major (1820-1866) et les cartes ou photos aériennes de l'IGN pour la période actuelle (1950 à aujourd'hui).

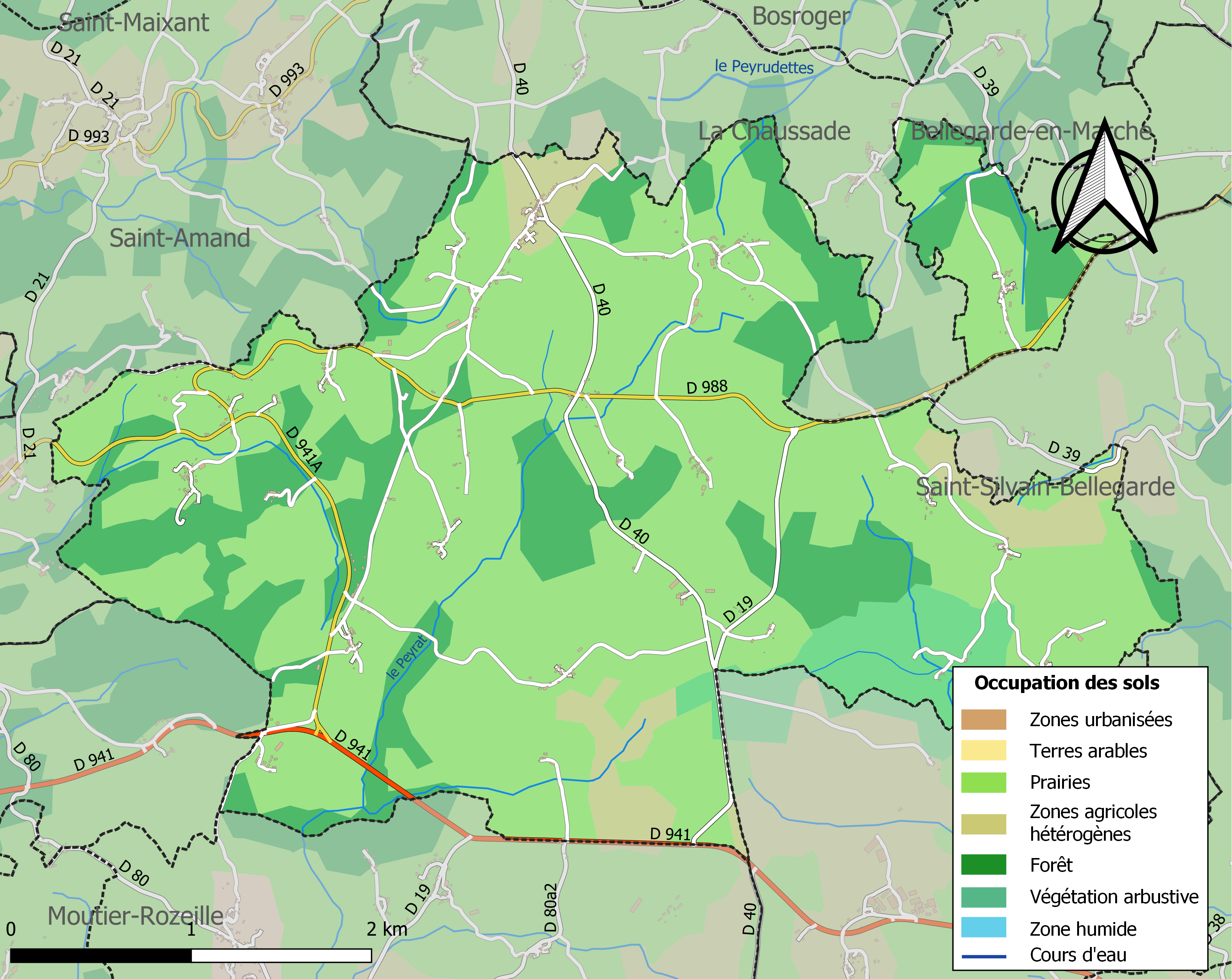
Carte des infrastructures et de l'occupation des sols de la commune en 2018 (CLC).

### Risques majeurs
Le territoire de la commune de Saint-Alpinien est vulnérable à différents aléas naturels : météorologiques (tempête, orage, neige, grand froid, canicule ou sécheresse) et séisme (sismicité faible). Il est également exposé à un risque particulier : le risque de radon. Un site publié par le BRGM permet d'évaluer simplement et rapidement les risques d'un bien localisé soit par son adresse soit par le numéro de sa parcelle.

#### Risques naturels

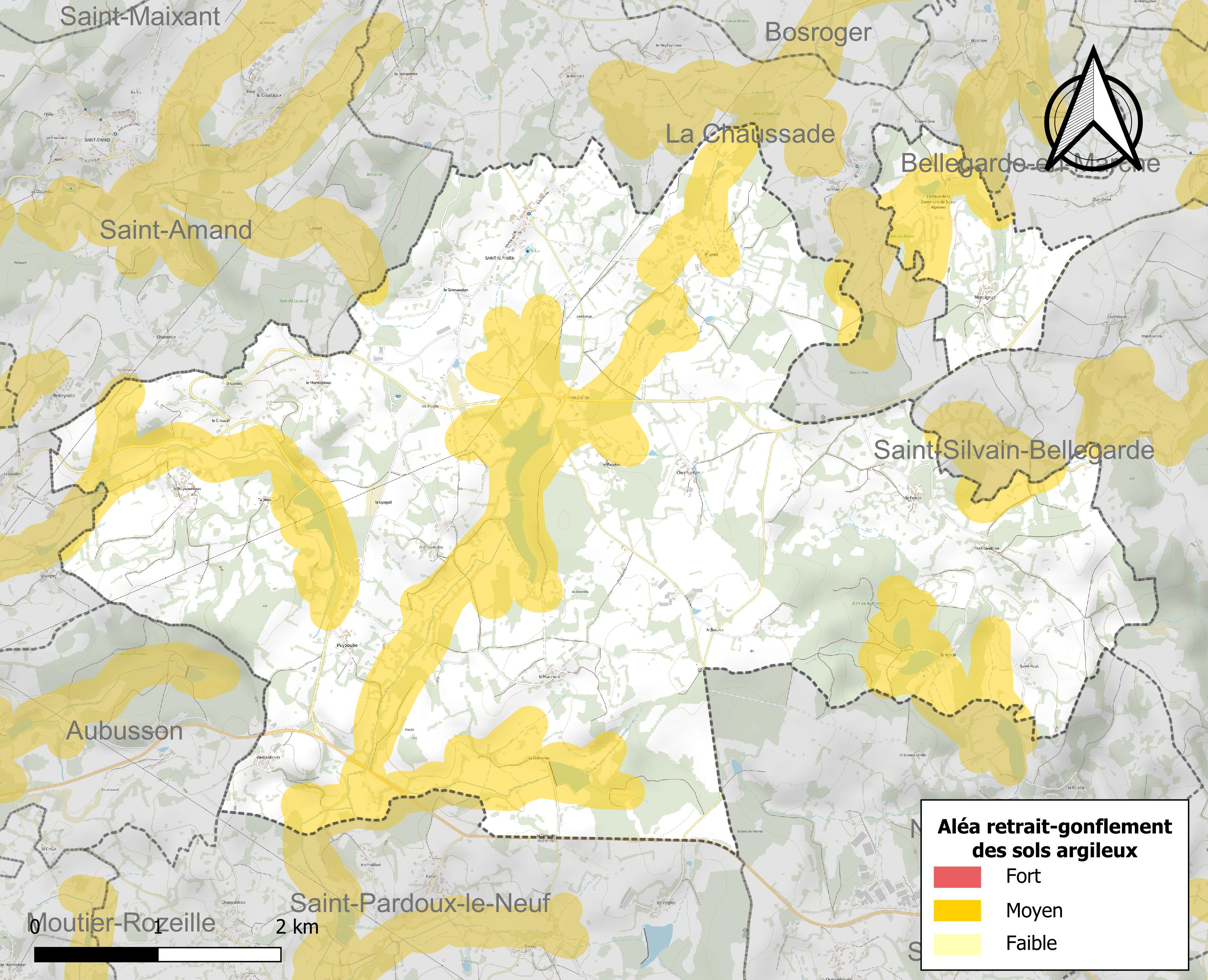
Carte des zones d'aléa retrait-gonflement des sols argileux de Saint-Alpinien.

Le retrait-gonflement des sols argileux est susceptible d'engendrer des dommages importants aux bâtiments en cas d’alternance de périodes de sécheresse et de pluie. 26,8 % de la superficie communale est en aléa moyen ou fort (33,6 % au niveau départemental et 48,5 % au niveau national). Sur les 206 bâtiments dénombrés sur la commune en 2019, 36 sont en aléa moyen ou fort, soit 17 %, à comparer aux 25 % au niveau départemental et 54 % au niveau national. Une cartographie de l'exposition du territoire national au retrait gonflement des sols argileux est disponible sur le site du BRGM,.
Par ailleurs, afin de mieux appréhender le risque d’affaissement de terrain, l'inventaire national des cavités souterraines permet de localiser celles situées sur la commune.
La commune a été reconnue en état de catastrophe naturelle au titre des dommages causés par les inondations et coulées de boue survenues en 1982, 1999 et 2020. Concernant les mouvements de terrains, la commune a été reconnue en état de catastrophe naturelle au titre des dommages causés par des mouvements de terrain en 1999.

#### Risque particulier
Dans plusieurs parties du territoire national, le radon, accumulé dans certains logements ou autres locaux, peut constituer une source significative d’exposition de la population aux rayonnements ionisants. Certaines communes du département sont concernées par le risque radon à un niveau plus ou moins élevé. Selon la classification de 2018, la commune de Saint-Alpinien est classée en zone 3, à savoir zone à potentiel radon significatif.

## Villages

### Vieillasfonds
Ce village  est situé aux abords de la route nationale 141 à 5 ou 6 kilomètres d'Aubusson par la route nationale Clermont-Limoges.

### Les étangs de Chevillat
Petit lieu-dit à l'intersection de la RD 40 et de la RD 988, il compte environ quinze habitants. Comme son nom l'indique, il s'y trouve un étang, entouré de sentiers de promenade.

### Autres hameaux
le Bacaud,
la Chaumette,
la Combe,
la Croix de la Vedrenne,
le Crouzat,
Epsat,
le Grimaudeix,
la Lunaud,
le Martineix,
le Mazelon,
le Meysounioux,
le Montepioux,
Montignat,
la Noneix,
Planet,
le Poirier,
Puyboube,
chez Ruchon,
Saint-Rapt,
chez Sandillon,
Talafeix,
la Vedrenne.

## Histoire
La voie romaine de Limoges à Clermont passe par Saint-Alpinien.
L'église Saint-Alpinien date du XIIe siècle.

## Politique et administration
| Période                                  | Période  | Identité        | Étiquette | Qualité                          |
| ---------------------------------------- | -------- | --------------- | --------- | -------------------------------- |
| Les données manquantes sont à compléter. |          |                 |           |                                  |
|                                          |          |                 |           |                                  |
| mars 2001                                | 2008     | Claude Leprince |           |                                  |
| mars 2008                                | En cours | Évelyne Chabant | DVG       | Rédacteur à la mairie d'Aubusson |

## Démographie
L'évolution du nombre d'habitants est connue à travers les recensements de la population effectués dans la commune depuis 1793. Pour les communes de moins de 10 000 habitants, une enquête de recensement portant sur toute la population est réalisée tous les cinq ans, les populations de référence des années intermédiaires étant quant à elles estimées par interpolation ou extrapolation. Pour la commune, le premier recensement exhaustif entrant dans le cadre du nouveau dispositif a été réalisé en 2005.

En 2022, la commune comptait 290 habitants, en évolution de +5,84 % par rapport à 2016 (Creuse : −3,32 %, France hors Mayotte : +2,11 %).
| 1793 | 1800 | 1806 | 1821 | 1831 | 1836 | 1841 | 1846 | 1851 |
| ---- | ---- | ---- | ---- | ---- | ---- | ---- | ---- | ---- |
| 743  | 701  | 755  | 805  | 864  | 886  | 868  | 851  | 814  |

| 1856 | 1861 | 1866 | 1872 | 1876 | 1881 | 1886 | 1891 | 1896 |
| ---- | ---- | ---- | ---- | ---- | ---- | ---- | ---- | ---- |
| 833  | 772  | 796  | 718  | 762  | 756  | 785  | 811  | 797  |

| 1901 | 1906 | 1911 | 1921 | 1926 | 1931 | 1936 | 1946 | 1954 |
| ---- | ---- | ---- | ---- | ---- | ---- | ---- | ---- | ---- |
| 739  | 742  | 661  | 580  | 556  | 520  | 497  | 472  | 414  |

| 1962 | 1968 | 1975 | 1982 | 1990 | 1999 | 2005 | 2006 | 2010 |
| ---- | ---- | ---- | ---- | ---- | ---- | ---- | ---- | ---- |
| 377  | 344  | 316  | 318  | 350  | 320  | 296  | 291  | 300  |

| 2015 | 2020 | 2022 | - | - | - | - | - | - |
| ---- | ---- | ---- | - | - | - | - | - | - |
| 276  | 282  | 290  | - | - | - | - | - | - |

## Culture locale et patrimoine

### Lieux et monuments
L'église Saint-Alpinien date du XIIe siècle et possède un chœur voûté en cul de four orné par les restes d'un autel du XVIIIe siècle représenté surtout par un tabernacle en bois doré à trois registres, classé au titre des monuments historiques en 1978.

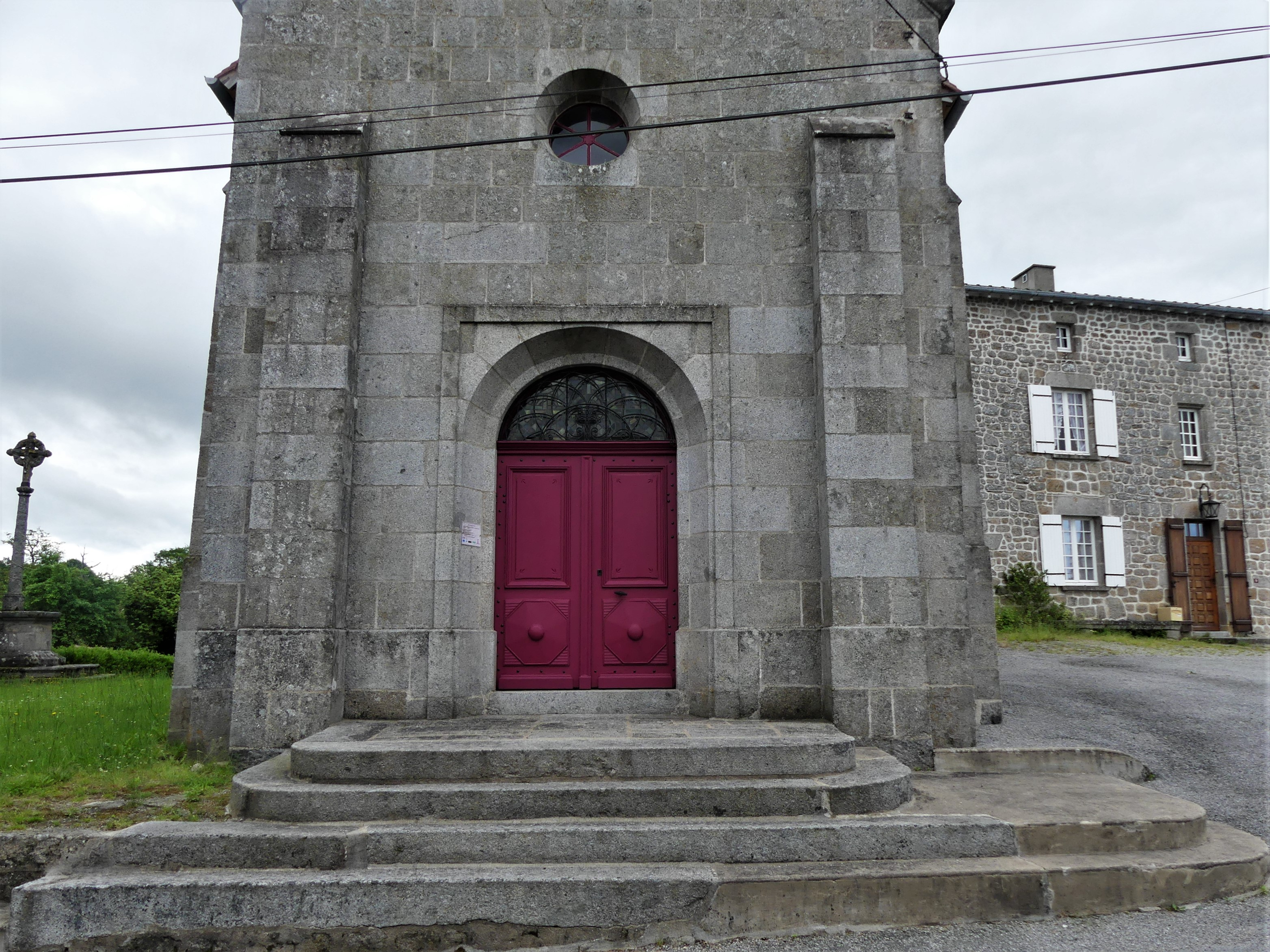
Le portail de l'église.
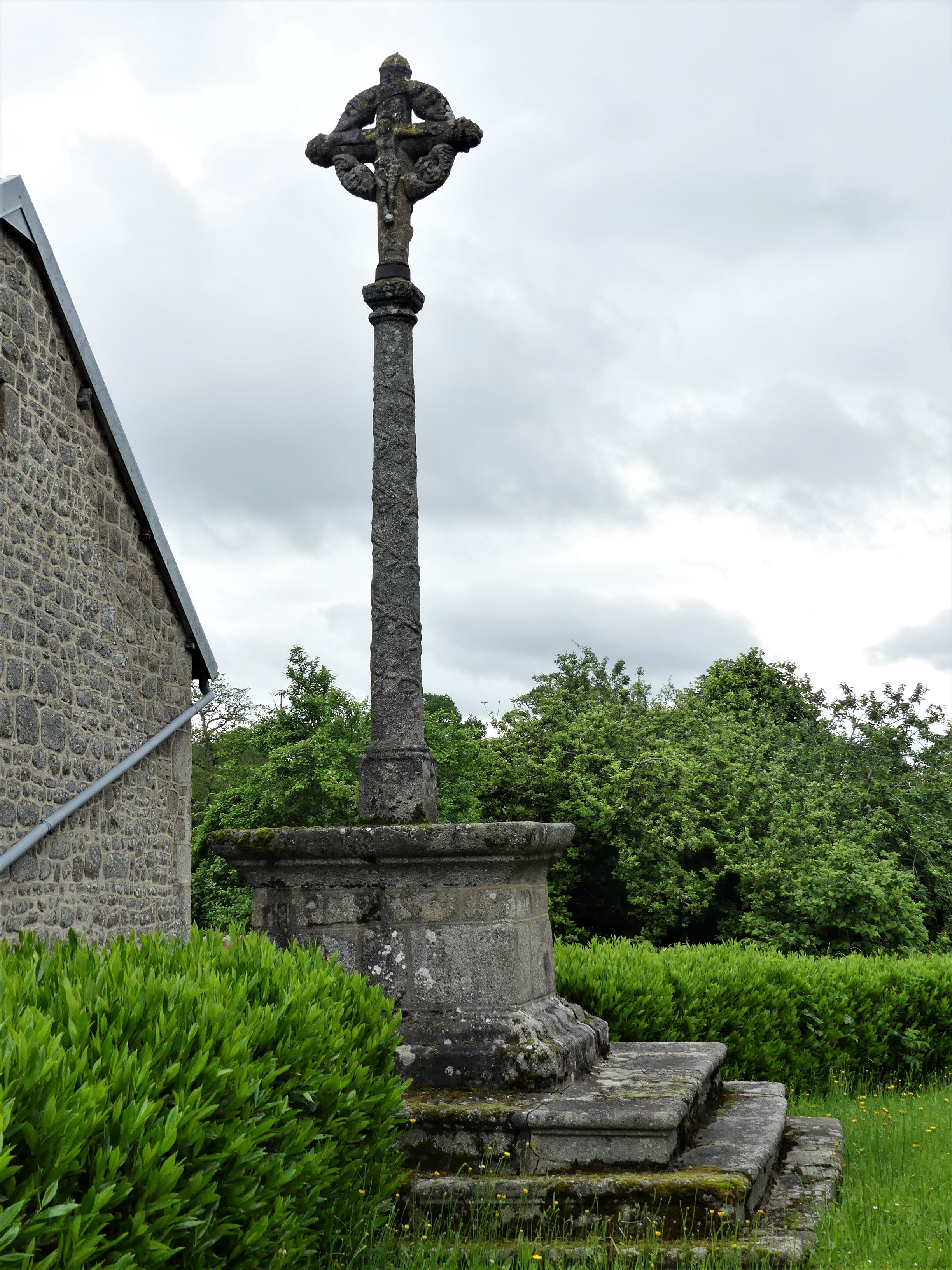
Croix monumentale à côté de l'église.
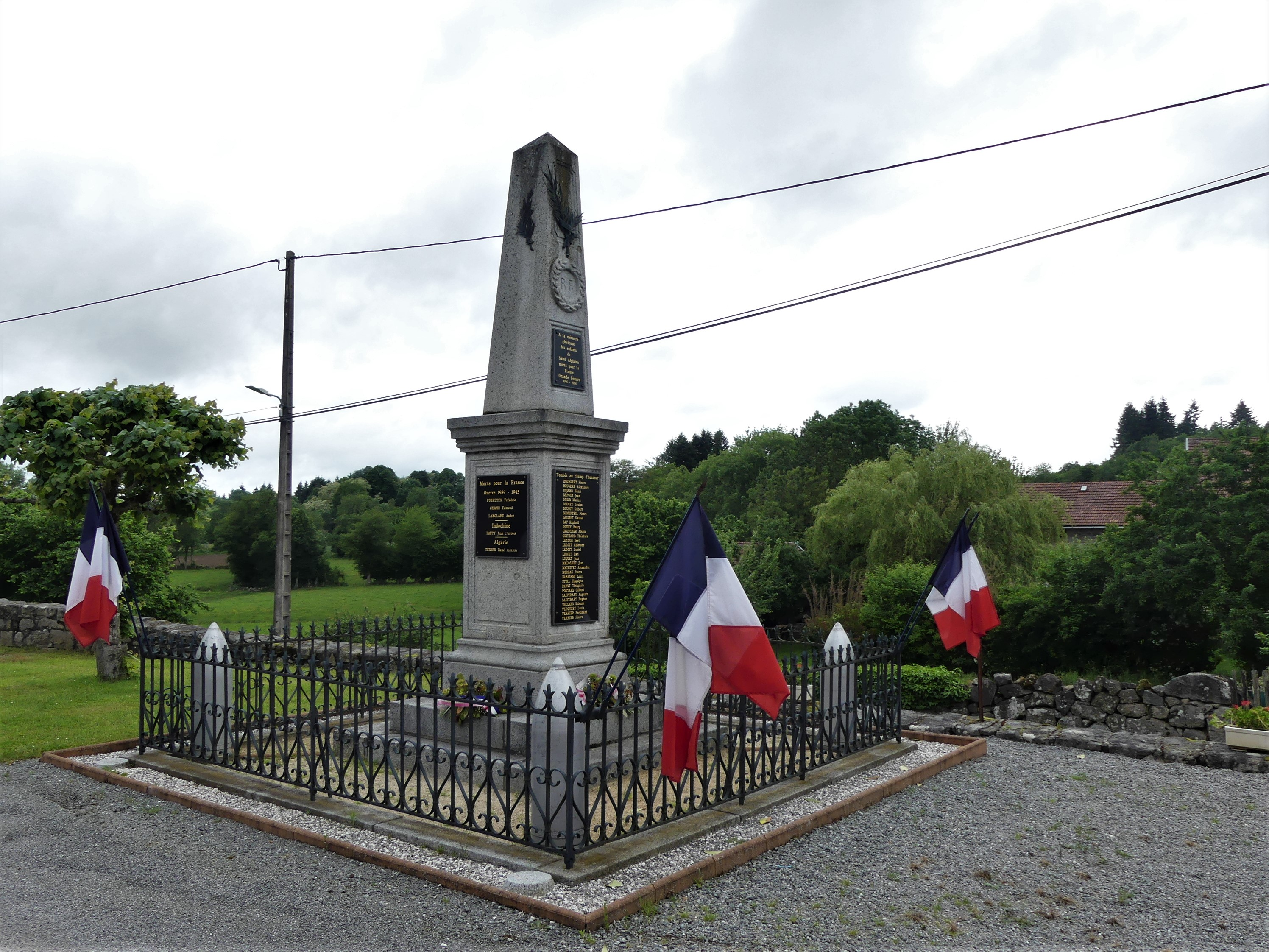
Le monument aux morts.

### Personnalités liées à la commune
- Saint Alpinien (IIIe siècle), compagnon de saint Martial[25] et originaire d'Orient, est parfois représenté avec un marteau car, d'après la légende, il aurait fait jaillir une source à Tarn (commune d'Aixe-sur-Vienne) en le lançant. Il a été inhumé dans l'abbaye Saint-Martial à Limoges. Sa mémoire est invoquée pour guérir les possédés. Des reliques du saint sont conservées à Limoges, Ruffec (Indre), Rouffignac (Dordogne), Castelsarrasin (Tarn-et-Garonne) ainsi qu'en l'église Sainte-Croix d'Aixe-sur-Vienne qui possède son bras gauche dans un reliquaire en cuivre et en bronze argenté de 1862. Le bras droit est par ailleurs conservé en l'église Saint-Sauveur de Castelsarrasin (diocèse de Montauban). Saint Alpinien est également vénéré dans la paroisse de Caussade (diocèse de Montauban) en l'église Saint-Pierre de Milhac. Un pèlerinage a lieu tous les ans le 4e dimanche d'avril. Il est fêté le 27 avril.
- Ernest Sourioux est un homme politique français. Né le 1er janvier 1895 à Saint-Alpinien décédé le 20 mai 1944 au camp de concentration de Dora (Allemagne). Ancien fonctionnaire colonial, Ernest Sourioux s'installe comme agriculteur dans la commune de Mérinchal. Il est membre de la chambre d'agriculture. Député de la Creuse (1939-1942) affilié au groupe des Indépendants d'union républicaine et nationale (droite nationaliste).
- Le peintre paysagiste Guy Vilquin, décédé, résidait à Saint-Alpinien. Il est notamment connu pour ses toiles sur le sujet maritime et plusieurs fresques peintes dans la salle des fêtes du village.